# Ernée
Ernée település Franciaországban, Mayenne megyében. Lakosainak száma 5511 fő (2022. január 1.). Ernée Juvigné, Larchamp, Montenay, Saint-Denis-de-Gastines és Saint-Pierre-des-Landes községekkel határos.

## Népesség
A település népességének változása:
| Lakosok száma | 5146 | 5901 | 6052 | 5793 | 5786 | 5757 | 5731 | 5717 | 5641 | 5511 |
|               | 1968 | 1982 | 1990 | 2006 | 2013 | 2015 | 2017 | 2019 | 2020 | 2022 |

## Híres emberek
- Itt született Aubert de La Chesnaye Des Bois  francia író, genealógus, heraldikus (1699–1784)